# Vehicle autònom

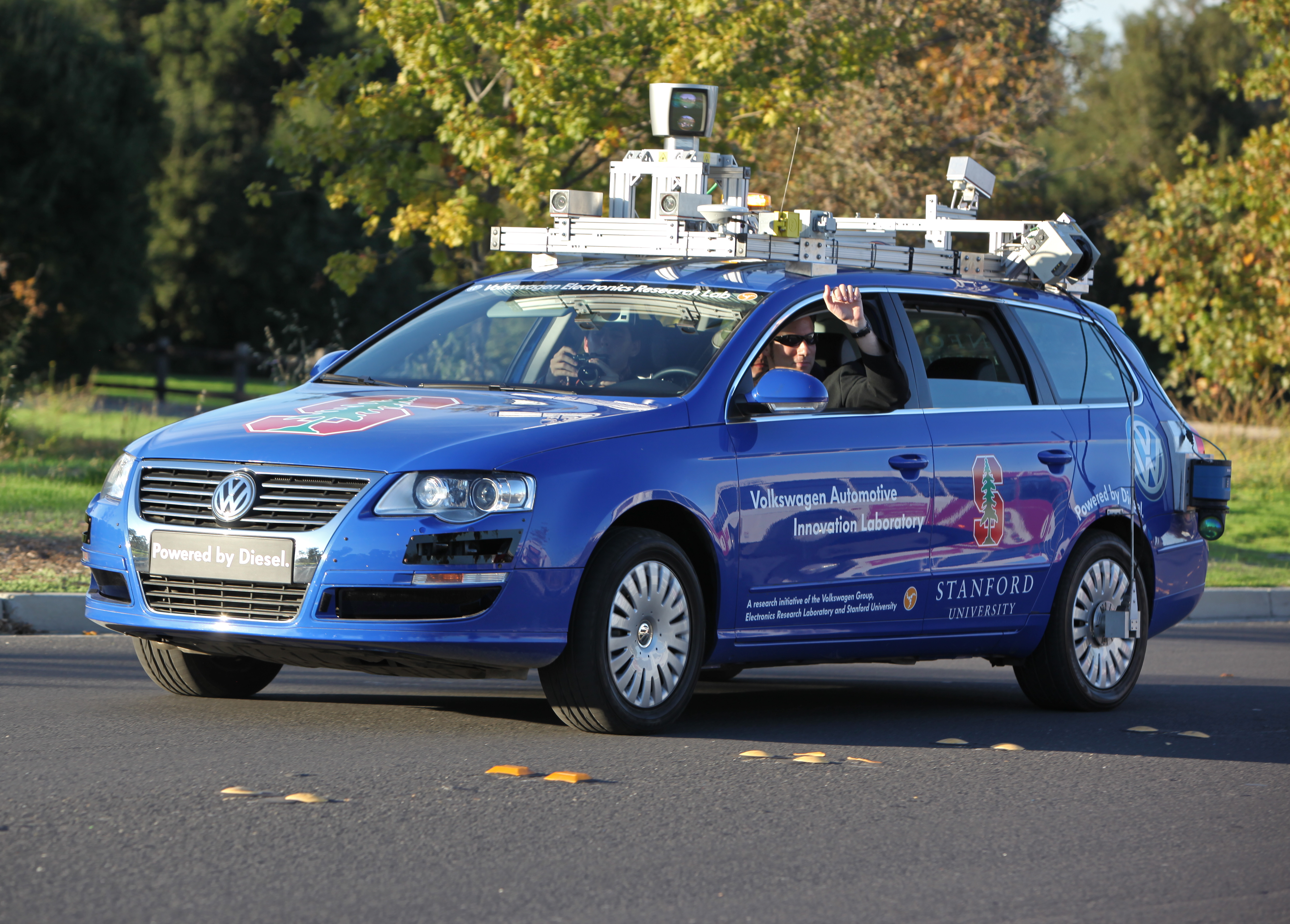
Junior, un Volkswagen Passat robotitzat aparcat a la Universitat Stanford.

Un vehicle autònom, també conegut com a robòtic, o informalment com a sense conductor o autoconduït, és un automòbil autònom capaç d'imitar les capacitats humanes de maneig i control. Com a vehicle autònom és capaç de percebre el mitjà que l'envolta i navegar en conseqüència. El conductor podrà triar la destinació, però no haurà de fer cap operació mecànica del vehicle.
Els vehicles autònoms perceben l'entorn mitjançant tècniques complexes com ara làser, radar, lidar, sistema de posicionament global i visió artificial. Els sistemes avançats de control interpreten la informació per identificar la ruta apropiada, així com els obstacles i la senyalització rellevant. Els vehicles autònoms generalment són capaços de recórrer carreteres prèviament programades i requereixen una reproducció cartogràfica del terreny, amb la qual cosa si una ruta no està recollida pel sistema es pot donar el cas que no pugui avançar de forma coherent i normal.
Al món hi ha diversos programes actius, però per a la seva implantació definitiva cal un ajust de diversos aspectes derivats de la seguretat viària i en matèria d'assegurances. Aquests són alguns dels dubtes que es plantegen sobre una forma de transport que està a prop de ser realitat en pocs anys, segons empreses involucrades en el seu desenvolupament, com Google, Daimler AG, BMW, Renault, Ford o Volvo, així com Bosch o Delphi, en l'àrea de components i electrònica.
L'agost de 2016 l'empresa nord-americana filial del MIT va llançar el primer taxi autònom del món a Singapur.

## Història
La presentació més antiga d'un vehicle autònom que es coneix la va fer Norman Bel Geddes en la fira de mostres Futurama patrocinada per General Motors per a la 1939 New York World's Fair, que consistia en un vehicle elèctric que era controlat per un circuit elèctric enganxat al paviment de la carretera.
El 1980 una furgoneta guiada per visió de Mercedes-Benz, dissenyada per Ernst Dickmans i el seu equip de la Universitat de Múnic, va aconseguir els 100 km/h en carrers sense trànsit. La Comissió Europea es va mostrar interessada en el projecte i va fer una inversió de 800 milions de € en el projecte EUREKA Prometheus, que buscava desenvolupar un vehicle autònom.
El 1980 [[Agència d'Investigacions de Projectes Avançats de Defensa |Defense Advanced Research Projects Agency]] (DARPA) va aconseguir el primer vehicle que funcionava mitjançant un radar làser i visió per computador. El 1987 els laboratoris HRL van demostrar que es podia construir un vehicle que dissenyés la seva pròpia ruta quan sortia del mapa. El vehicle va poder moure's més de 600 metres a través de terreny complex, com ara pendents, grans roques i vegetació.
El 1994 dos vehicles robots bessons VaMP i Vita-2 de Daimler-Benz i Ernst Dickmans, van conduir sols més de mil quilòmetres en una autopista de París amb tres carrils en dies habituals i amb trànsit intens a velocitats de 130 km/h. Els vehicles van funcionar de forma autònoma amb petites intervencions humanes. Van demostrar que la conducció en carrils lliures, en comboi i els canvis de carril a dreta i esquerra podien realitzar-se de forma autònoma.
El 1995 l'equip de Dickmans va modificar un Mercedes-Benz Classe S perquè fes un viatge entre Múnic i Copenague i tornada, usant una visió per computador amb moviments característics i un ordinador per reaccionar en temps real. El robot va aconseguir velocitats superiors a 175 km/h en les autopistes alemanyes, amb un temps mitjà entre intervencions humanes de 9 km, la qual cosa va suposar un 95% de conducció autònoma. De nou el vehicle va conduir enmig del trànsit, executant maniobres per avançar altres vehicles.
Per la seva banda, Audi va anunciar el 2014 que el seu model RS7 autònom havia aconseguit els 240 km/h en el circuit de Hockenheim, a Alemanya. L'automòbil va completar una volta a la pista en poc més de dos minuts. Audi també va col·locar un humà darrere del volant per a una volta de comparació, que va ser ser cinc segons més lenta que la volta no tripulada.

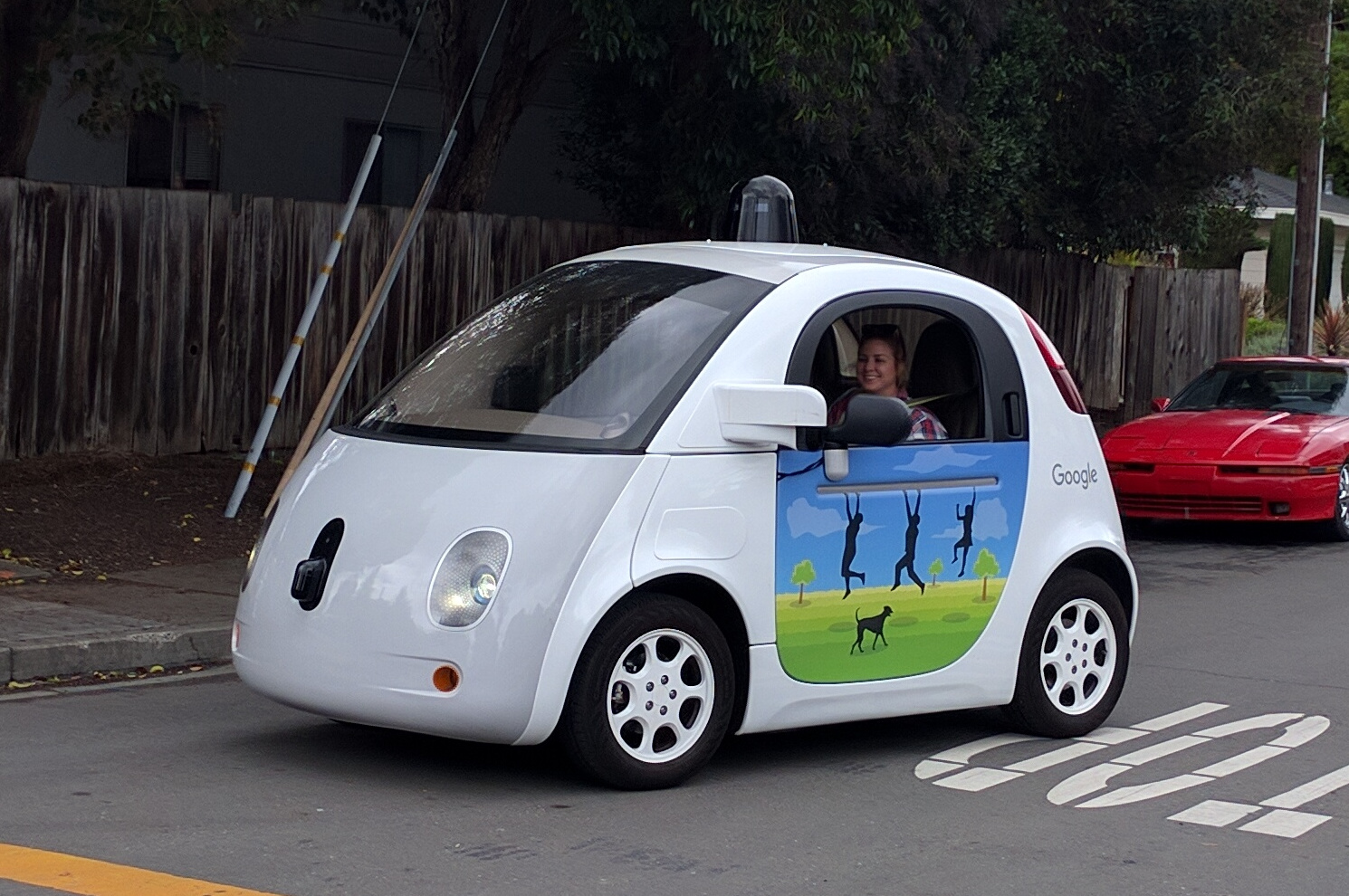
Automòbil sense conductor de Google

A l'abril de 2015 un Audi SQ5 que es controlava només utilitzant un sistema de conducció autònoma desenvolupada per Audi i Delphi va aconseguir recórrer 5 400 quilòmetres en 9 dies, sense que els enginyers haguessin de tocar el volant excepte un parell de cops. Setmanes després, un grup de 25 vehicles autònoms dissenyats per Google van deixar les pistes de prova per ser avaluats en el trànsit diari de Mountain View, Califòrnia, sense superar els 40 km/h. L'prototip de Google equipa el programari de navegació que ja va utilitzar en la seva flota d'actuacions Lexus, que van recórrer més d'un milió de quilòmetres de manera autònoma i sota la supervisió d'un humà al volant.
L'estiu de 2015 la Universitat de Michigan va posar en funcionament un vehicle autònom en un poble de proves, anomenat MCity, que permet fer proves amb aquest tipus de vehicles. El lloc té un carrer de més de quilòmetre i mig de llarg, revolts de diferents radis, rotondes, semàfors, paviments de diferent superfície, etcètera. D'altra banda, hi ha altres projectes que complementaran la City. Un dels projectes és la posada de 9 000 vehicles interconnectats en la gran superfície d'Ann Arbor, així com altres 20 000 en carreteres al sud-est de l'estat. Durant la mateixa setmana, a Buenos Aires (Argentina), representants del govern local van provar dues unitats del primer prototip de vehicle autònom elèctric fabricat en aquest país. Es tracta d'un vehicle sense volant ni pedals.
La conducció autònoma ha estat una tecnologia a l'horitzó des de fa temps, i finalment la veiem portada als carrers de diverses maneres. Al llarg del 2017 moltes empreses importants han pres mesures per entrar en aquest mercat. General Motors ja ha fet demostracions públiques d'alguns dels seus models de vehicles autònoms, i Uber també ha llançat un programa de prova per a taxis semiautònoms. Tesla, per descomptat, segueix sent pionera en el moviment cap a una conducció autònoma, ja que és una de les primeres empreses a llançar un model disponible per a les masses, el Model 3. Altres fabricants, com Toyota, han decidit ser més conservadors amb aquesta tecnologia. La marca ha afirmat que no invertirà en conducció autònoma fins almenys el 2020.
El primer que hem de tenir en compte a l'hora de parlar de conducció autònoma és el fet que estem davant d'una màquina, un "ordinador amb rodes" que pren decisions en funció de directrius inqüestionables.
D'aquesta manera, en una carretera amb límit de velocitat a 80 km/h, el cotxe autònom no excedirà mai aquest límit, tret que s'alterin els seus paràmetres de funcionament predefinits. L'ambigüitat no existeix en la presa de decisions d'una màquina.
Si ens cenyim a la teoria, el cotxe autònom és la figura perfecta com a sistema de transport, ja que el seu funcionament es basa en el compliment d'unes lleis i directrius imposades. No hi ha interpretació, ni encara menys violació de les normes excepte fallada. Dit això, la figura del cotxe autònom s'entén com el millor avanç en seguretat que s'ha produït en els últims anys, perquè aporta un control i una prudència impossibles d'aconseguir per un ésser humà.
El setembre de 2019 el govern d'Espanya aturà el projecte del corredor 5G del Mediterrani, que impulsà el Departament de Polítiques Digitals de la Generalitat de Catalunya "en col·laboració amb la regió francesa d'Occitània i amb l'aval de la Comissió Europea" que connectava l'autopista AP-7 i l'E-9 entre Catalunya i França per a la circulació dels vehicles autònoms mitjançant l'ús de la tecnologia mòbil 5G.

## Funcionament
Es defineixen cinc nivells d'autonomia: el nivell 0 no inclou cap tipus d'automatització; el nivell 1 inclou eines que ofereixen informació addicional al conductor humà, per exemple mitjançant càmeres posteriors; el nivell 2 inclou certs controls actius, com els frens antibloqueig; el nivell 3 inclou mecanismes que faciliten certa autonomia, però l'ésser humà ha d'estar disposat a assumir la conducció (com l'autopilot); el nivell 4 permet l'autonomia en alguns llocs i moments, i el nivell 5 ofereix autonomia a qualsevol entorn i moment.
Per assolir una conducció realment autònoma en una situació urbana amb trànsit impredictible són necessaris molts sistemes de temps real, que han d'interactuar (actuar de forma conjunta). Per exemple, és necessari un sistema de localització, de percepció de l'entorn, de planificació i, lògicament, un sistema de control. A més, són necessaris un conjunt de sensors que recullin i proporcionin la informació necessària per poder prendre les decisions.
Els algorismes utilitzats avui en dia recorren a tècniques d'intel·ligència artificial com aprenentatge automàtic i reconeixement de patrons. Un problema fonamental és la interpretació de dades dels sensors i el processament d'imatges per poder actuar correctament. L'algorisme capta diferents imatges i cada objecte es classifica.

### Components software
Quan pensem en un sistema de control per un cotxe autònom és fàcil caure en la trampa d'imaginar que els algorismes que el controlen s'assemblen a les normes de programació clàssica "if (...) then...else...". És evident que aquesta forma de pensar no és adequada, ja que el nombre de situacions possibles és molt elevat i, per tant, cal un sistema capaç de generalitzar.
En lloc d'implementar innumerables normes per reconèixer objectes, és molt més pràctic utilitzar un algorisme d'aprenentatge automàtic al qual s'entrena amb diferents imatges que exemplifiquen totes les situacions possibles. Cadascuna de les imatges s'associa amb el tipus de vehicle que conté. L'algorisme comença a processar les imatges. Inicialment, intenta predir quin vehicle hi ha a cada imatge. Lògicament, al principi cometrà molts errors. Com coneix "la veritat", és a dir, quin vehicle hi ha en realitat a cada imatge, modifica i adapta paràmetres interns i ho torna a intentar. El procés continua reduint la taxa d'error. Més endavant, quan es presentin noves imatges podrà classificar-les correctament. Podem, llavors, afirmar que l'algorisme ha après.
Aquesta mateixa idea es pot utilitzar per a la presa i avaluació de decisions. En comptes de proporcionar una llista de normes amb les que avaluar l'acció a prendre per a cada situació, s'entrena un algorisme amb situacions de tràfic en les quals s'especifica l'acció correcta. Igual que abans, l'algorisme intenta endevinar l'acció correcta i modifica paràmetres interns en funció de si s'equivoca o encerta.

### Components hardware
Dins dels components que formen un cotxe autònom en trobem els components maquinari, és a dir, el maquinari. No és difícil d'imaginar quins dispositius necessita un cotxe autònom. Per començar, sensors i càmeres que permeten captar informació. A més a més, estan equipats amb una unitat GPS, un sistema de navegació inercial i una sèrie de sensors. radar i lidar.
Les dades de cada sensor es processen i filtren per eliminar soroll i es combinen per formar el que es coneix com a coneixement de l'entorn i actualitzar el mapa del seu entorn per evitar obstacles. Es recullen dades de forma periòdica perquè el procés de localització i detecció d'obstacles es produeix contínuament.
Un dels processos més importants és el d'elaborar un mapa de l'entorn i localitzar la posició del propi cotxe en l'entorn. Per aquesta tasca s'utilitzen càmeres i làser. El làser escaneja l'entorn de forma successiva i calcula la distància als objectes propers segons el temps que el feix de llum triga a tornar. Combinar aquesta informació amb la recopilada per la càmera permet construir un model tridimensional de l'entorn.
El sistema de navegació inercial, és un sistema de ajuda a la navegació que utilitza acceleròmetres i sensors de rotació per calcular contínuament una estimació de la posició, orientació i velocitat del moviment del cotxe. Combinant-lo amb la posició del GPS és possible obtenir una posició amb major exactitud. A més a més, també es té en compte la trajectòria i la velocitat per l'estimació de la posició. Per a situar-se al model creat a partir de la informació recollida, és necessari combinar el GPS i el sistema de navegació inercial. La posició del GPS pot estar errada en diversos metres a causa d'un retard en la emissió, per la qual cosa cal utilitzar el sistema de navegació inercial.
El lidar és la tecnologia que utilitza làser per determinar la distància des d'un emissor a un objecte. La distància a l'objecte es determina mesurant el temps de retard entre l'emissió del pols de llum i la seva detecció a través del senyal reflectit. Aquesta tecnologia també pot utilitzar-se per mesurar la velocitat dels vehicles. De fet, és la tecnologia que utilitza la policia per determinar la velocitat dels vehicles que circulen en tràfic rodat. El lidar mostra alguns punts positius front a un radar tradicional, com pot ser el fet que el lidar és molt més ràpid (determina la velocitat d'un vehicle en dècimes de segon) i també més econòmic i fàcil d'utilitzar.

### Processadors específics
Atès que els cotxes autònoms necessiten processar informació i realitzar determinades operacions i càlculs és possible i raonable dissenyar processadors que optimitzin la realització d'aquestes tasques per tal d'aconseguir un millor funcionament. A més a més, és crucial que tots els processadors que controlin cotxes autònoms siguin capaços d'operar en situacions de manca d'informació, ja que han de tolerar fallades parcials del sistema i reaccionar correctament. A diferència d'un ordinador tradicional de sobretaula, en un cotxe autònom el sistema ha de ser conscient de la situació del vehicle en tot moment i estar preparat per a reaccionar front a possibles fallades. La majoria de processadors aconsegueixen això separant l'execució de l'aplicació de control del cotxe d'un altre que s'encarrega de la seguretat general i que si calgués, seria capaç de prendre el control.
Aquests requeriments i altres estan especificats a l'estàndard ISO 26262, que tots els sistemes de control de cotxes autònoms han de complir.

## Legislació
El principal obstacle per a la implementació dels vehicles autònoms no es deriva de les limitacions de les tecnologies de conducció sinó de factors polítics, jurídics, de regulació, d'infraestructura i de responsabilitat que han d'abordar-se.

### Unió Europea

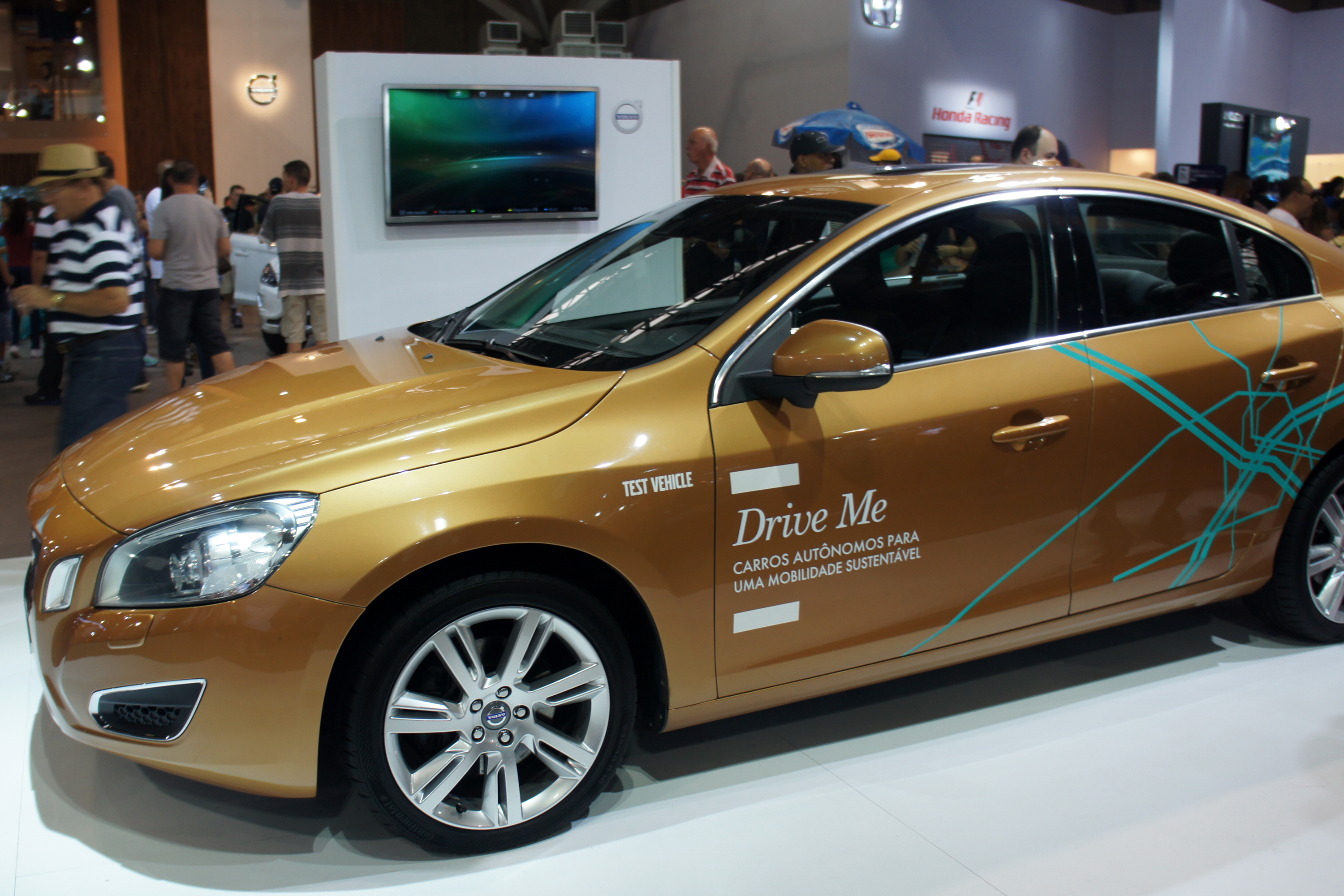
El Volvo S60 Drive M'és un vehicle autònom de prova amb nivell 3 automatització.

En la Unió Europea durant alguns dies a l'octubre de 2015, diversos vehicles autònoms s'integraran en el flux de tràfic de Bordeus (França), durant el Congrés Mundial de Transport Intel·ligent (ITS). Els vehicles presentats per cinc empreses seran identificables gràcies a un registre específic per advertir als usuaris de la seva presència. Per tenir accés a les carreteres obertes al públic, els organitzadors van haver d'aixecar una sèrie de restriccions. Així, per exemple, un conductor professional estarà present en els vehicles durant les proves. Altres prototips es presentaran únicament en circuit tancat. Així mateix, el govern britànic ha indicat que no hi ha barreres legals per provar els vehicles autònoms en carrers públics del país. No obstant això, va aclarir que hauran de modificar-se normes viàries i de control vehicular per permetre que els vehicles autònoms puguin transitar lliurement.
Per la seva banda Gotemburg, Suècia, permetrà que 1.000 vehicles autònoms de Volvo puguin desplegar-se en la via pública per 2017.
Durant el 2016 i 2017 els camions Volvo sense conductor seran provats en operacions regulars en la mina de Boliden, en Kristineberg, Suècia.
Alemanya va aprovar recentment Volkswagen per començar a provar autoservei en l'aeroport d'Hamburg.
Per la seva banda, Volvo està provant cotxes i autobusos sense conductors a Estocolm, Suècia. Als Països Baixos, Amber Mobility planeja llançar un servei similar a Zipcar d'automòbils sense conductors elèctrics a diverses ciutats holandeses a mitjans de 2018.
Tanmateix, al Regne Unit, el govern va iniciar recentment la iniciativa Autodrive del Regne Unit per impulsar la innovació autònoma, però al mateix temps, el govern també està duent a terme una revisió triennal de les implicacions de seguretat de la tecnologia de conducció automàtica i no ha aprovat proves en vies públiques encara.

### Amèrica

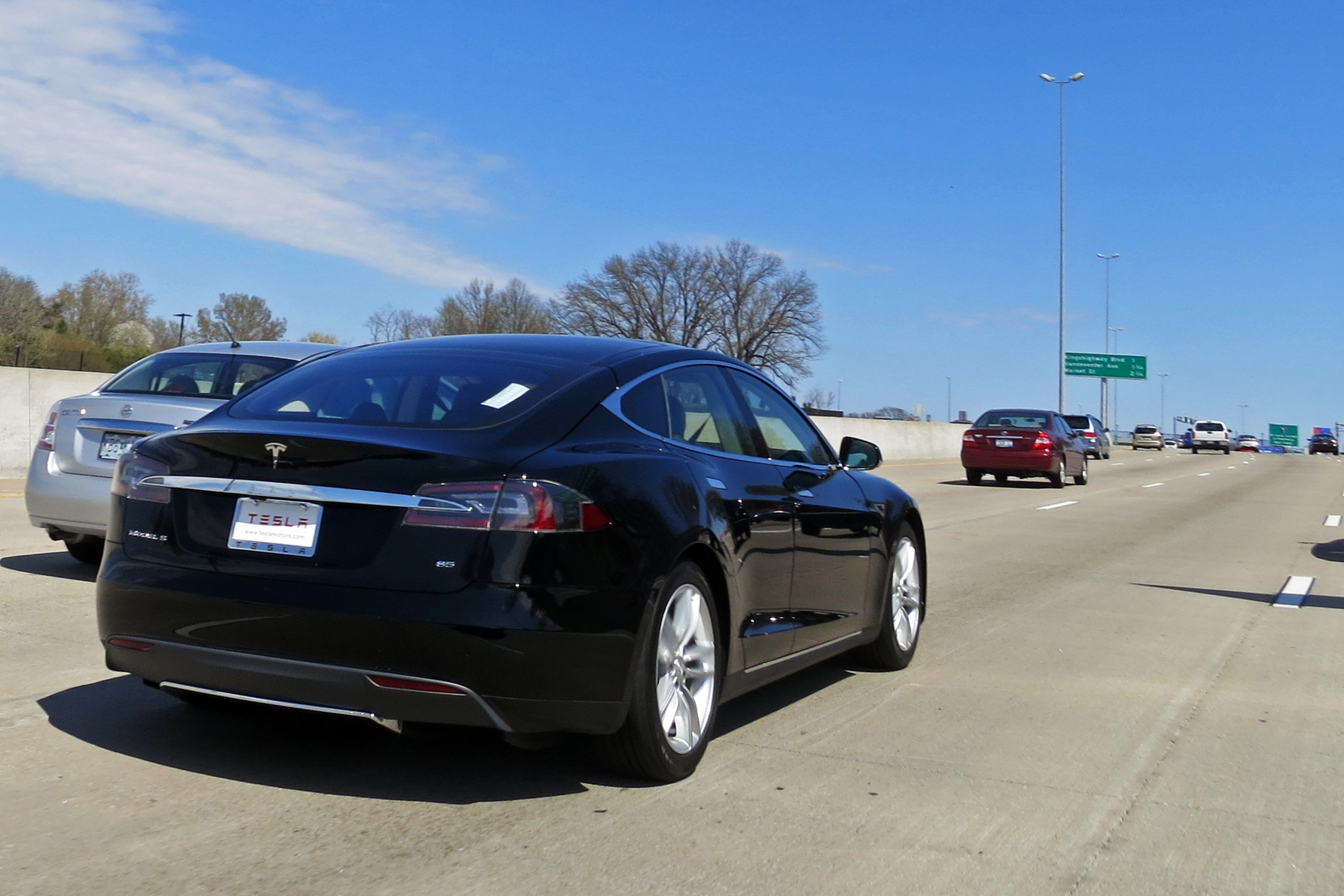
El sistema "Autopilot" del cotxe elèctric Tesla Model S funciona amb nivell d'autonomia de nivell 3 a 4 solament en autopistes i no en vies urbanes.

Als Estats Units es preveu la posada en funcionament generalitzada vehicles autònoms abans que acabi la present dècada.
Califòrnia, Nevada i Florida han autoritzat l'ús de vehicles autònoms en la via pública. No obstant això, la majoria dels estats dels Estats Units no expliquen cap llei respecte a la conducció autònoma. Els pocs que sí les tenen van ajustar les seves lleis per permetre la recerca i les proves.
El juny de 2011 Nevada va ser el primer a promulgar lleis sobre les operacions en automòbils sense conductor. La llei de Nevada va entrar en vigor l'1 de març de 2012 i el Departament de Vehicles a Motor de Nevada va atorgar la primera llicència a un cotxe sense conductor al maig de 2012. Es tracta d'un Toyota Prius modificat amb tecnologia experimental de Google.
Al seu torn, en 2015, Daimler AG va anunciar que el seu prototip Freightliner Inspiration es va convertir en el primer camió autònom a rebre l'autorització per recórrer Nevada al costat del trànsit actual. El vehicle ja havia estat posat a prova prèviament a Alemanya.
Avui dia, als Estats Units, 33 estats han promulgat una legislació que permeti proves d'autocontrol limitades, però només uns pocs estats i ciutats permeten controlar aquestes carreteres en els camins públics i, fins i tot, gairebé sempre, amb una vigilància estricta de la persona en tot moment.
L'excepció a aquesta norma és Phoenix, Arizona, on Waymo ha estat provant autocontrols sense conductors de seguretat als carrers de la ciutat.
Uber també va provar autocontrols a Arizona fins que un accident mortal d'alt perfil va portar al governador de l'estat a suspendre indefinidament els privilegis de proves d'Uber.
Uber finalment va anunciar el tancament del seu programa de cotxe de conduir automàtic a Arizona el 23 de maig. El seu programa roman suspès a altres llocs del país.
Califòrnia és un altre lloc calent per als cotxes autocontrolats, tant perquè Silicon Valley acull tantes companyies tecnològiques i perquè Califòrnia ja no requereix un humà al volant si les empreses poden demostrar que la seva AI està a l'altura de la tasca.
Les ciutats dels Estats Units on teniu més probabilitats de detectar cotxes sense cotxe inclouen Mountain View i San Francisco, Califòrnia; Phoenix, Atlanta, Pittsburgh, Miami, Austin, Detroit i la ciutat de Nova York.

### Àsia
A Àsia, països com Xina, Japó i Singapur han permès a les empreses començar a provar taxis autocontents, però sempre amb un humà al volant. El principal competidor d'Uber, Didi Chuxing, és una empresa que lidera l'empenta de la Xina per la tecnologia sense conductors.
El 2013 Nissan va realitzar la primera prova en rutes públiques del Japó.

### Austràlia
Austràlia, per contra, ha iniciat algunes proves públiques, però alguns informes afirmen que el país està endarrerit a altres països a escala.

## Nivells de Vehicles Autònoms
Segons els fabricants d'automòbils, hi ha cinc nivells de conducció autònoma o tipus de vehicles autònoms.

### Assistència al conductor
El primer nivell és l'assistència del conductor, on el vehicle és compatible amb el conductor però no pren cap control en termes de conducció real. Aquest nivell compta amb sistemes d'assistència de conductors de copilot personals que donen suport als conductors a la carretera, ajudant a assegurar la seguretat i la comoditat. Exemples d'això inclouen el "control de creuer actiu" amb la funció "stop & go", que ajusta de forma independent la distància que coincideix amb el cotxe que hi ha davant. També hi ha el "avís de col·lisió i vianants" amb "activació de fre de la ciutat", que evita les col·lisions mitjançant frenada automàtica.

### Conducció parcialment automàtica
El segon nivell és la "conducció parcialment automàtica". En aquest nivell, el sistema pot prendre control, però el controlador continua sent responsable d'operar el vehicle. Els sistemes d'assistència semiautònoma, com ara l'assistent de direcció, l'assistent de control de carrils i l'assistent de transport de trànsit, són alguns exemples. Es pot frenar i accelerar automàticament, i, a diferència del nivell 1, es fa càrrec de l'adreça. Amb la funció d'estacionament controlat remotament, es fa possible allunyar-se de punts estrets sense un controlador. En aquest nivell, el conductor segueix mantenint el control del cotxe i sempre ha de prestar atenció al trànsit

### Alta Automatització de Conducció
El tercer nivell d'aquesta tecnologia s'anomena "Alta Automatització de Conducció". Aquest nivell permet al conductor de desconnectar-se de la conducció durant períodes prolongats de temps. En altres paraules, els conductors poden lliurar el control de conducció complet al cotxe. Amb sistemes d'automatització condicional, el cotxe pot conduir de manera autònoma a distàncies llargues, com a les autopistes. Aquest sistema canvia en certs terrenys com els llocs de construcció, on el conductor necessita prendre el control del vehicle.

### Conducció completament automàtica
El nivell quatre és "Conducció completament automàtica", el cotxe pot manejar la majoria de situacions de conducció independentment. La tecnologia del nivell quatre es desenvolupa fins al punt que un cotxe pot manejar situacions de conducció urbana molt complexes. Això inclou l'aparició sobtada dels llocs de construcció, sense cap intervenció del conductor. El conductor, però, ha de seguir sent apte per manejar i és capaç d'assumir el control si cal. En aquest nivell, el conductor fins i tot té la capacitat de dormir durant dures temporades. Si és necessari, el cotxe té una alerta d'alerta que s'apagarà. Si el controlador ignora aquesta alarma, el cotxe es desplaçarà de forma autònoma a condicions més segures, per exemple, estirant-se.

### Automatització total
Pel que fa al nivell més alt, "Automatització total", el vehicle realitza totes les funcions de conducció, fent que la gent del vehicle només sigui passatgers. Aquest cinquè nivell és on la veritable conducció autònoma es converteix en una realitat. Els conductors no necessiten ser aptes per conduir i ni tan sols necessiten tenir una llicència. El cotxe realitza totes les tasques de conducció. Tothom al cotxe és passatger. Els cotxes a aquest nivell hauran de complir amb requisits de seguretat estrictes, i només conduiran a velocitats relativament baixes en zones poblades. També poden conduir a les carreteres, però inicialment, només s'utilitzaran en àrees definides dels centres de la ciutat.

## Principals fabricants
Gairebé totes les marques d'automòbils més venudes als Estats Units, Ford, GM, Toyota, Honda, Volkswagen, Nissan, Volvo, BMW i més, han estat treballant en cotxes sense conductors durant anys, sovint en col·laboració amb proveïdors de components com Nvidia i Intel .
Aquestes companyies també venen els seus automòbils a companyies dedicades a autocontrol, com el Waymo de Google i el Grup de Tecnologia Avançada d'Uber (ATP), que després instal·len la seva pròpia tecnologia d'AI automotriu.
Tenim el desglossament dels jugadors més grans de l'espai d'automòbils sense conductor d'avui, i quins són els que tenen més possibilitats d'aconseguir cotxes veritablement sense cotxe en un futur proper. Arxivat 2018-05-26 a Wayback Machine.

### Google
Waymo, la divisió que fabrica vehicles autònoms de la companyia matriu de Google, Alphabet, es va iniciar oficialment a finals de 2016, però la seva tecnologia de conducció automàtica ha estat en desenvolupament des del 2009.
I aquesta propera dècada de feina ha tingut un possible desemborsament en el cotxe sense conductor més fiable que hem vist fins ara.
La retirada: quan un controlador humà ha de prendre el control d'un automòbil auto-conduir, és la principal mètrica per la qual els automotors mesuren les habilitats tècniques d'AI. I els cotxes de Waymo lideren el paquet: els cotxes de conducció de Waymo s'alliberen 0,18 vegades cada mil quilòmetres.
Per al context, si un cotxe Waymo va sortir a través dels Estats Units i de tornada, un humà, com a mitjana, hauria d'intervenir una vegada. Només els cotxes de conduir automobilístics de GM s'aproximen a aquest nivell de desacoblament, amb una mitjana de 1.000 milles per desocupació.
Com ha aconseguit aquest nivell de fiabilitat l'equip de Waymo? Amb un sistema potent de sis sensors de tractament que detecten de forma immediata qualsevol perill potencial i un sistema d'aprenentatge profund sofisticat per respondre de manera instantània als obstacles i els riscos meteorològics.

### Uber
El començament de l'any 2015 d'Uber al joc de conduir automàtic no ha impedit que l'empresa de repartiment de cotxes provi amb celeritat la seva tecnologia d'AI a les vies públiques, amb l'esperança de batre Waymo al cop i començar el seu propi servei de taxis sense conductor.
El vehicle autònom d'Uber ha conduït més d'un milió de quilòmetres a les vies públiques fins al moment, encara que les seves estadístiques de retirada no s'apilen a Waymo: Uber solament fa 13 milles de mitjana abans que un humà hagi d'intervenir.
Després d'un accident mortal a Arizona el març del 2018, el governador de l'estat va suspendre la capacitat d'Uber de provar cotxes autocontrolats a l'estat. Uber ja havia tancat les proves a nivell nacional després de l'accident.
Després, al maig del mateix any, Uber va anunciar que estava tancant completament el seu programa d'automòbils a Arizona. Continuant les proves a San Francisco, Toronto i Pittsburgh, quan es reprenguin les proves.
No és clar quan això serà, però quan les proves Uber comencen de nou, seran de manera molt més limitada que abans.
Uber planeja prendre conclusions de la investigació del National Transportation Safety Board (NTSB) sobre l'accident mortal per fer canvis al seu programa. L'empresa també ha realitzat una revisió interna de seguretat.
L'informe preliminar de NTSB revela que, si bé el vehicle tenia una funció d'emergència automàtica d'emergència, es va desactivar perquè el cotxe estava en "mode d'ordinador". Citant a Uber, l'informe diu que la característica està desactivada per evitar el comportament erràtic de la conducció.
Tot i que l'automòbil va detectar que necessitava fer una maniobra d'emergència d'emergència 1.3 segons abans de colpejar el vianant que més tard va morir de lesions, el sistema no alerta al controlador del control del vehicle.

### Tesla
Els vehicles de Tesla Model X, Model X i Model 3 compten amb l'última versió d'Autopilot, un sistema de sensors de càmeres, sonar i radar construït per a la conducció autònoma en carreteres.
L'AI de Tesla pot fer tasques com carrils canviants de manera preventiva abans d'una sortida o evitar trànsit més lent, i pot autostejar al voltant de carreteres més ventoses.
Una vegada que deixeu l'autopista, el vostre automòbil us avisarà que prengui el control de la direcció.
A principis de 2016, els propietaris de Tesla tenien presumptament centenars de milles en mode Pilot automàtic. I, com que Tesla esborra les dades de tots els seus cotxes, és capaç de recollir informació sobre errors aparents per millorar el pilot automàtic al llarg del temps.
Per descomptat, les milles de Tesla són autònomes, no conductores.
Tesla comercialitza models amb "capacitat d'autocontrol completa" al seu lloc web, però aquests aparells només tenen el doble de càmeres com a Tesla normal i no tenen altres canvis importants.
A més, Tesla admet que habilitar aquest mode requeriria "validació de programari extensiva i aprovació de la normativa" que encara no està disponible.
Així i tot, molts conductors tendeixen a tractar el pilot automàtic com un mode de conduir automàtic, el que ha provocat accidents greus en el passat.
Recentment, un controlador de la màquina Tesla Model X va morir quan el seu cotxe es va estavellar després d'ignorar les advertències de l'Autopilot per a assumir el control del vehicle. El NTSB encara està investigant la falla.
A part d'altres fallides d'alt perfil, Tesla insisteix que la seva tecnologia Autopilot i Autosteer generalment condueix a una reducció del 40-50% dels accidents. El següent tweet mostra com la seva tecnologia pot recollir els riscos potencials que la majoria dels humans poden perdre. Arxivat 2018-05-26 a Wayback Machine.

### Altres
Fora d'aquests tres grans fabricants, moltes altres companyies estan maniobrant per accelerar la prova pública, o fins i tot llançar serveis de cotxes sense cotxe sense ànim de lucre en els pròxims anys.
General Motors planeja començar a provar els seus cotxes a Manhattan aquest any.
Nova York és una mena d'Everest per a les escales d'autocontrol: la construcció d'un AI capaç de navegar pel trànsit de la ciutat i els acords de vianants no és una tasca fàcil.
Els Chevy Volts, totalment automatitzats de GM, tenen cada un una pòlissa d'assegurança de 5 milions de dòlars per a possibles bloqueigs potencials i no poden entrar a cap escola o zones de construcció.
Si els cotxes poden passar aquest guant, l'AI de GM podria ser prou potent per al Chevy Cruise AV, un cotxe veritablement sense conductor sense volant ni amb un pedal de gasolina.
Volkswagen, per contra, està utilitzant garatges d'estacionament per a les seves proves.
A l'aeroport d'Hamburg, a Alemanya, els propietaris d'automòbils de VW només poden deixar els cotxes davant del garatge i activar una aplicació per a telèfons intel·ligents; el cotxe s'auto-condueix a una plaça d'aparcament gratuïta, utilitzant el seu GPS i càmeres per navegar.
Eventualment, VW té dissenys per mantenir el seu cotxe sense conductor, i fins i tot fer les seves tasques. La companyia va afirmar que els seus automòbils podran parlar amb els sistemes de la ciutat per trobar aparcament gratuït, o conduir-se a estacions de servei o rentar automòbils per al seu servei.
Altres companyies d'automòbils grans no han fet públic els seus plans per a cotxes sense conductor, però tenen dades en compte per quan la seva tecnologia d'AI estarà a punt.
Hyundai espera tenir els seus cotxes completament sense conductors a la carretera per al 2021, i Ford també té la intenció de tenir la seva tecnologia d'AI sense conductor i de seguiment del trànsit en funcionament el mateix any.
Mentrestant, els fabricants de Apple també tenen aspiracions a prendre el gegant de la recerca a la indústria de conducció automàtica.
Apple ha estat mantenint les proves d'automòbils automàtiques a prova d'embolcalls, però una patent recent mostrava els plans d'Apple per instal·lar dispositius VR en els seus cotxes sense conductor per entretenir passatgers.
Tanmateix, quan la gent va veure els cotxes sense motor de Lexus d'Apple en acció, incloent un albirament de maig per part de TechRadar, els vehicles no tenien una tecnologia patentada o personalitzada visible, per la qual cosa no és clar quina tan propera és que Apple prengui els seus cotxes sense conductor públics.
El que es coneix és la quantitat d'autocontrols de la flota d'Apple. Al maig, el DMV de Califòrnia va revelar que el permís d'automòbil autònom d'Apple ara cobreix 55 cotxes i 83 conductors.
Els vehicles no se'ls permet conduir sense un operador humà al volant, però la xifra dona a Apple la segona flota de cotxe autoconvecent més gran de la carretera.
A més, segons sembla, Apple treballa amb VW per desenvolupar autobusos de maneig propi per als empleats del gegant tecnològic. Es diu que aquest és l'enfocament principal de l'equip d'automòbils d'Apple en aquest moment.
Samsung també va obtenir recentment el permís del DMV de Califòrnia per provar vehicles autònoms. I fins i tot Huawei ha saltat al joc, mostrant un cotxe de conduir automàtic a principis d'aquest any que va sortir completament fora de les dades de la càmera d'un telèfon intel·ligent.
Finalment, Lyft espera vèncer a Uber en el seu propi terreny. Lyft va llançar la seva pròpia divisió de conduir automàtic l'any passat, i des d'aleshores es va associar amb Ford i va adquirir l'ajuda d'un proveïdor de peces d'automoció, Magna, per a la seva maquinària d'automòbils.

## Seguretat i accidents
Els vehicles autònoms significen, sens dubte, l'inici d'una nova era de transport. Dit això, aquesta tecnologia encara necessita superar alguns obstacles abans de convertir-se en una pràctica completa. Ja s'han observat alguns accidents i els consumidors es comencen a preguntar si aquesta tecnologia és del tot segura. Les empreses ja han invertit milions de dòlars a fer que aquests vehicles siguin més segurs, però la tecnologia encara ha generat problemes en els últims anys. Un dels temes que han assenyalat tots els fabricants d'automòbils ha estat l'abús de la fiabilitat d'aquests cotxes. El fet interessant és que aquest no és un fenomen nou. Quan els airbags es van convertir en una característica estàndard a la dècada de 1990, alguns conductors i passatgers van prendre això com un senyal que podrien deixar de portar els cinturons de seguretat, ja que consideraven que ara tenien una redundància. Aquesta il·lusió va causar ferides i morts addicionals.
Hi ha alguna cosa similar amb vehicles de conducció automàtica: els conductors confien en l'automatització en situacions més enllà de les seves capacitats. El control de creuer adaptatiu, per exemple, funciona bé quan un cotxe segueix directament a un altre cotxe, però sovint no detecta objectes estacionaris. Les investigacions han demostrat que els conductors es converteixen en una falsa sensació de seguretat. Malauradament, les situacions de la vida real, així com els experiments controlats, mostren que els conductors que confien massa confiança en l'automatització acaben caient en vehicles estacionaris o en altres objectes. Les capacitats actuals d'ADAS són limitades, cosa que molts dels primers adoptants no entenen.